# Подкоморский суд
Подкомо́рский суд (лат. judicium suc camerarium, пол. sąd роdkomorski) — судебно-арбитражный орган в Великом княжестве Литовском в XVI-XVIII веках. Рассматривал дела о земельных спорах.
Подкоморский суд был создан в 1565 году в каждом повете. Функции суда регулировались второй и третьей редакциями Статутов Великого княжества Литовского. Суд состоял из одного должностного лица — подкомория (лат. succamerarius), назначавшего себе помощников — одного-двух коморников и писаря.
По Статуту, любое дело, прежде чем попасть в подкоморский суд, должно было быть рассмотрено земским или гродским судом этого же повета. Перед началом рассмотрения дела подкоморий рассылал повестки (позвы) сторонам, в которых указывал срок, к которому они должны явиться на спорной территории, здесь же, на месте, и рассматривалось дело.
Подкоморий лично проводил осмотр спорной земли, изучал документы, осматривал межевые знаки, заслушивал показания соседей, выносил решение и определял новые границы владений условными знаками. Своё решение он вносил в так называемый «граничный лист», который передавал в земский или гродский суд.
Апелляции на постановления подкоморского суда подавались в Трибунал Великого княжества Литовского, который для окончательного решения дела назначал двух комиссаров из шляхты, разбиравших дело под председательством каштеляна или маршалка повета; суд этот именовался комиссарским судом.
Актовые книги подкоморского суда хранились у подкомория и заверялись его печатью, а после его смерти передавались в земский суд. Дела о праве землевладения не входили в компетенцию подкоморского суда, а рассматривались земским судом. Земельные споры между шляхтичами и государством рассматривались комиссарским судом.
После разделов Речи Посполитой подкоморские суды были ликвидированы. На землях, отошедших Российской империи, они были восстановлены в 1797 году. Окончательно ликвидированы в 1832 году. В 1834 году в Малороссии были переименованы в межевые суды, в 1840 году были ликвидированы и они.